# Fischau (zámek)

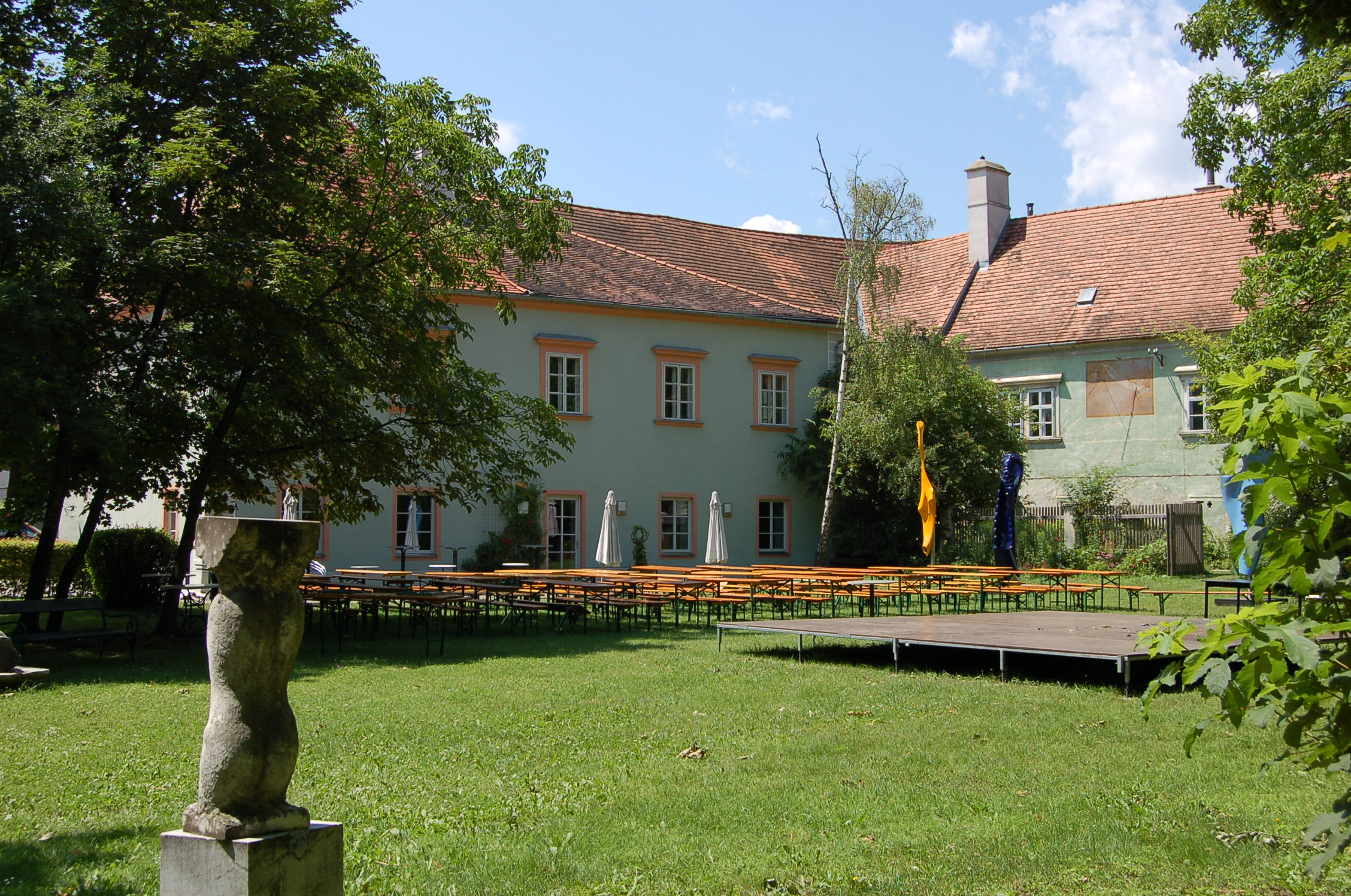
Zámek Fischau

Zámek Fischau (německy Schloss Fischau) je historická budova v městysu Bad Fischau-Brunn v okrese Wiener Neustadt-okolí v rakouské spolkové zemi Dolní Rakousy. 

## Historie
V současnosti není znám dokument, v němž by byly popsány dějiny zámku. Předchůdcem zámku byla nevelká pevnost pocházející z poloviny 12. století. Jejími vlastníky byli, jak vyplývá z dokumentu z 12. století, členové rodiny Starhembergů.
 
V 13. a 14. století byla v držení rodiny Teuffenbachů.
 
V roce 1561 přislíbil císař Ferdinand I. zámek baronům z Heussensteinu, kteří jej roku 1577 nabyli koupí. Rod hrabat Heussensteinů, někdy nazývaný též Heussenstamm, vlastnil panství a zámek v letech 1577–1817.

V roce 1728 byla provedena větší přestavba. 
Za arcivévody Rainera (1786-1853) byla provedena v roce 1830 přestavba zámku do nynější podoby. V letech 1999 až 2003 byl zámek celý rekonstruován. 

## Dnešní využití
Zámek Fischau je dnes využíván kulturním spolkem "Forum Bad Fischau". Spolek organizuje kulturní aktivity jako koncerty a výstavy a poskytuje místo pro tvůrčí obory. Za připomenutí stojí Fischauské slavnosti, řada koncertů, pořádaných jednak v zámku, ale také v upraveném zámeckém parku. Další akcí je "Modrožlutá galerie Průmyslové čtvrti".